# Route nationale 774
Pour les articles homonymes, voir Route 774.
 (décembre 2015).
Si vous disposez d'ouvrages ou d'articles de référence ou si vous connaissez des sites web de qualité traitant du thème abordé ici, merci de compléter l'article en donnant les références utiles à sa vérifiabilité et en les liant à la section « Notes et références ».
La route nationale 774 ou RN 774 était une route nationale française reliant Malestroit à Batz-sur-Mer. À la suite de la réforme de 1972, elle a été déclassée en RD 774.

## Ancien tracé de Malestroit à Batz-sur-Mer (D 774)
- Malestroit
- Pleucadeuc
- Rochefort-en-Terre
- Limerzel
- Péaule
- Marzan
- La Roche-Bernard
- Herbignac
- Guérande
- Batz-sur-Mer